# Escuela Preparatoria Skyline (Texas)
Escuela Preparatoria Skyline (Skyline High School) es una escuela preparatoria (high school) en Dallas, Texas. Como parte del Distrito Escolar Independiente de Dallas (DISD por sus siglas en inglés), la preparatoria tiene una programa para estudiantes de su zona de asistencia, y programas magnet para estudiantes en todo de Dallas. Desde 2008 tenía 2.500 estudiantes del barrio y 2.500 estudiantes magnet.
Los estudiantes provienen de diversos orígenes étnicos. La escuela también tiene clases nocturnas para adultos.

## Historia
El estudio de arquitectura Goodwin & Cavitt diseñó la escuela, con una capacidad de 4.000 estudiantes y un costo estimado de $11.250.000. En 1967 la junta escolar de DISD aprobó los planos arquitectónicos.
El primero principal (jefe) de la escuela, Bill Stamps, utilizó el nombre temporal Skyline High School debido al panorama urbano de Dallas visible desde el área de la preparatoria.
En febrero de 1970, la junta votó para nombrar a la escuela Skyline High School.
Skyline se abrió en 1970. Los estudiantes y maestros de Skyline consideran la preparatoria como la más antigua y más grande escuela magnet de los Estados Unidos. Los programas magnet se desarrollaron en torno a las carreras. En 1971, el superintendente de DISD, Nolan Estes, había acuñado el nombre "magnet school" y planeó para que sea una de las varias escuelas de este tipo.